# Република Китай (Тайван)
Тайван пренасочва насам.  За острова вижте Тайван (остров).
Република Китай (на китайски: 中華民國), често наричана Тайван по името на едноименния остров (наричан и Формоза), е частично призната държава в Източна Азия. До Китайската гражданска война под Република Китай всеобщо се разбира държавата, основана от китайския революционер Сун-Ятсен и ръководена от партията му Гуоминдан, владееща цялата историческа територия на Китай (от времето на манджурската династия Цин) до свалянето на тази династия със Синхайската революция. След победата на комунистите (към 1949 г.), тогавашният лидер на Гоминдан, военният деец Чан-Кайши се премества с наличните си сили и администрация на остров Тайван. Оттогава властта на местните правителства, започващи с неговото е ограничена до островните групи Тайван, Пенху (Пескадорски острови), Кинмен и Матсу, но те продължават да предявяват претенции и към териториите, подвластни на Китайската народна република. Към края на 70-те години на XX век името Китай се утвърждава, като име на Китайската народна Република (КНР), а под натиска ѝ в международни организации Република Китай често е наричана Китайско Тайпе, по името на столицата ѝ – град Тайпе, въпреки че популярното име за нея става Тайван.
Република Китай е една от основателките и постоянните членове на Съвета за сигурност на ООН. През 1971 г. мястото ѝ е предадено на КНР. Към 2018 г. Република Китай е призната от 18 държави членки на ООН, но на практика поддържа отношения с повечето страни по света чрез свои представителства. Тайван често се присъединява към международни организации (особено такива, включващи и Китайската народна република) под политически неутрално име. През XXI век Тайван е 22-рата най-голяма икономика в света и високотехнологичната ѝ промишленост играе ключова роля в глобалната икономика.

## География

### Географско положение, големина, брегове
Остров Тайван е разположен край източния бряг на Азия, на 180 km югоизточно от бреговете на Китай, от който го отделя Тайванския проток, а на юг широкия проток Баши – от филипинските острови Батан. Югозападните му брегове се мият от водите на Южнокитайско, северните – от Източнокитайско, а източните – от Филипинско море. Дължина на бреговата линия 980 km. Бреговете му са слабо разчленени, източните често стръмни, а западните полегати. Островът се простира от север на юг на протежение от 394 km, а ширината му е до 140 km. Административно към Тайван принадлежат островите Пенху (127 km²), Чинмен (148 km²) и Лиен канг (27 km²). Тайван предявява претенции към островите Сенкаку на североизток, които към момента се контролират от Япония. Самият остров Тайван е с площ от 35 883 km², а общата площ под юрисдикцията на Република Китай (Тайван) е 36 193 km², което нарежда страната на 137-о място по площ в света.

### Геология
Остров Тайван лежи в сложна тектонска област между плочата Яндзъ на запад и север, плочата Окинава на североизток и Филипинския подвижен пояс на изток и юг. Горната част от земната кора на острова е съставена главно от стари островни дъги, които са се слели заедно чрез сблъскване на плочите. По-нататък са се повдигнали в резултат от откъсване на част от Евразийската плоча, която се е подпъхнала под останките от плочата на Филипинско море – процес, който оставя кората под Тайван подвижна. На територията на Тайван са разположени сеизмични разломи, които генерират земетресения. На 21 септември 1999 г. земетресение с магнитуд от 7,3 по Рихтер убива над 2400 души.

### Релеф, полезни изкопаеми
По цялото протежение на острова от север на юг се простират Тайванските планини с максимална височина връх Юйшан 3997 m, състоящи се от 5 вериги. На север се издига група угаснали вулкани, а на запад е разположена обширна равнина. Разработват се находища на каменни въглища (Синджу), природен газ (Нюшан), нефт, злато.

### Климат, води
Тайван се намира на тропика на Рака и климатът на острова е главно морски и тропичен. Северните и централните региони са със субтропичен, южните – с тропичен, а планинските – с умерен климат. Средногодишното количество валежи в равнините е около 1500 – 2500 mm, а в планините на места над 5000 mm. Дъждовният сезон съвпада с настъпването на лятото през май-юни. Целият остров има горещо и влажно време от юни до септември. Средна януарска температура 15 – 20°С, средна юлска 25 – 30°С. Тайфуните са често явление през юли, август и септември. През зимата (ноември-март) североизтокът е обхванат от дъждове, докато централните и южните части на острова са основно слънчеви. Реките са предимно планински, пълноводни, с големи хидроенергийни запаси, а водите им широко се използват за напояване.

### Почви, растителност
Над половината от територията на страната е покрита с гори, развити предимно върху червеноземни и кафяви горски почви. Горите се отличават с голямо видово разнообразие (над 3000 вида, от които над 1500 са ендемити). Долните части на склоновете са покрити с влажни вечнозелени гори съставени от пандануси, палми, бамбук, лиани, а нагоре следват широколистни листопадни и смесени гори, състоящи се от камфорово дърво, лавър, кипарис, смърч, бор, дървовидни папрати, псевдотсуга и др. Над 3000 m горите се сменят с пояс съставен от рододендронови храсти и високопланински пасища. По крайбрежието на места са развити мангрови гори.

## История

### Ранна история
Остров Тайван е бил част от континента Азия към края на плейстоцена, докато морското равнище се е надигнало преди около 10 хиляди години. Човешки останки от преди двайсет-трийсет хиляди години са намерени на острова, както и по-късни артефакти от палеолитна култура.
Преди около 6 хиляди години на Тайван се заселват земеделци, най-вероятно от континентален Китай. Счита се, че те са предците на днешното коренно население на Тайван, чиито езици принадлежат на австронезийското езиково семейство. Според много лингвисти Тайван е прародината на мореплавателните народи, които се разпръсват из Югоизточна Азия и Тихия океан.
Хански китайци започват да се заселват на островите Пенху към 13 век. Враждебните племена и липсата на значими стоки за търговия водят до това, че много малко външни хора посещават Тайван до 16 век. През 16 век посещенията на рибари от Фудзиен и на китайски и японски пирати стават по-честа гледка.

### Европейска колонизация
Нидерландската източноиндийска компания прави опит за основаване на търговски пост на островите Пенху през 1622 г., но са изгонени от минските сили. През 1624 г. компанията създава крепостта Форт Зеландия на основния остров. Когато нидерландците пристигат на острова, те откриват, че югозападната му част вече се посещава често от китайци. Компанията започва да внася работници от Фудзиен и Пенху, много от които се заселват.
През 1626 г. Испанската империя пристига и окупира северната част на острова, за да си разшири търговията. Този колониален период продължава до 1642 г., когато последните испански крепости са превзети от нидерландските сили.
След падането на династията Мин, Коксинга, лоялист на Мин, пристига на острова и завладява Форт Зеландия през 1662 г., изгонвайки нидерландците от острова. Той основава кралство със столица в Тайнан, което просъществува от 1662 до 1683 г.
През 1683 г. династията Цин завладява и официално анексира Тайван, като го поставя под юрисдикцията на провинция Фудзиен. Новото правителство се опитват да намали пиратството в района и издава закони, с които да се управлява имиграцията и да се зачитат правата на туземното население. Имигранти, основно от Фудзиен, продължават да навлизат в Тайван. Северен Тайван и островите Пенху стават сцена на кампаниите във Френско-китайската война от август 1884 г. до април 1885 г. След като френските кампании се провалят, Цин правят Тайпе столица на провинцията си.

### Съвременна история
След като династията Цин бива победена в първата Китайско-японска война, Тайван е преотстъпен на Японската империя. Японската колониална власт се оказва инструментална за индустриализацията на острова, разширявайки железопътната и други транспортни мрежи, построявайки голяма санитарна мрежа и основавайки формална образователна система. През този период човешките и природните ресурси на Тайван се използват за подпомагане на развитието на Япония и добивите на култури като ориз и захар нарастват драстично.
Причината за съществуването на отделно правителство на остров Тайван (а на практика и отделна държава), е политическата история на Китай от първата половина на 20 век. Националистическата (и относително дясна политически) сила на Чан Кайшъ /известен в миналото като Чан Кайши/ противостоят в продължение на няколко десетилетия на преминалия в определен етап в комунистически лидер Мао Дзъдун. На 7 декември 1949 г. Чан Кайшъ оттегля правителството си на територията на о-в Тайван, вероятно надявайки се да продължи оттам политическата си борба, която в този момент изглежда практически безнадеждна на главната китайска територия. С правителството се преместват и 2 милиона души, основно войници, членове на Гоминдан, интелектуалци и бизнесмени, които се смесват с вече обитаващите острова 6 милиона души. Освен това правителството на Китай взема на Тайван много национални съкровища и голяма част от златния резерв. След като Гоминдан губи контрол над по-голямата част от континенталната територия, той поддържа властта си в Тибет и Хайнан до 1951 г., когато комунистите превземат и двете територии. След това Гоминдан продължава да твърди, че има суверенитет над цял Китай, включително континентален Китай, Тайван, Външна Монголия и други области. В континентален Китай комунистите твърдят, че те владеят единствения Китай (който според тях включва и Тайван) и че Република Китай вече не съществува.
През 60-те и 70-те години на XX век Тайван е управляван от авторитарно еднопартийно правителство, но Цзян Цзинго, синът на Чан Кайшъ, като негов наследник като президент започва демократизация на страната в средата на 80-те години. Тогава и по-късно в дипломацията усилията на Република Китай са насочени към поддържане на загубената битка за запазване на дипломатически отношения с максимален брой от 20-ината страни, които продължават да я признават, вместо много по-влиятелната еманация на китайска държавност – КНР. Връзките се базират на открито подпомагане чрез икономическа помощ, заеми и инвестиции от Тайван, но тази политика може да има само ограничен дългосрочен успех. Много по-важни за Тайван остават и през XXI век въпросите за оцеляването на отделното ѝ (от това на Китайската народна република) правителство и за евентуалното обявяване на независимост - също от КНР, каквато Тайван де факто има, но де юре според собствената му (на държавата и на голяма част от тайванците) позиция обявяване на такава независимост не му е нужно, понеже не се е отцепил той, а според тази на КНР - би било незаконно и провокативно, тъй като Тайван е част от Китай, обсебена самоволно от Чан Кайшъ и наследниците му, а обявяването му за независима държава би задълбочило конфликта му с действителния суверен над земите му. Съответно Китай се ангажира както с политически, така и с военно-подготвителни действия, за да избегне такава декларация. Споровете между двете страни и тяхното отражение в дипломацията оформят дилемата между политика на един Китай и политика на два Китая.

## Население
Населението на Тайван е около 23,4 милиона души, повечето от които живеят на основния остров. Останалите живеят на Пенху (101 758), Цзинмен (127 723) и Мацзу (12 506).

### Етнически групи
Според правителството на Тайван над 95% от населението на страната са хански китайци, от които по-голямата част са наследници на имигранти, пристигнали в Тайван след 18 век. Етническите групи могат също да се разделят грубо на хокло (70%), хака (14%) и други. Хокло са най-голямата ханска подгрупа, чиито предци мигрират от крайбрежните южни райони на Фудзиен отвъд Тайванския проток след 17 век. Хака са хански мигранти от Гуандун и околностите. Освен това още хански китайци идват на острова след победата на комунистите на континента през 1949 г.
Коренните тайвански народи наброяват около 533 600 души и се разделят на 16 признати групи. В източната част на острова живеят ами, атаял, бунун, канаканаву, кавалан, пайван, пуюма, рукай, сайсият, саароа, сакизая, седик, тао, труку и цзоу, а остров Лан е населяван от ями.

### Езици
Стандартен мандарин е официалният национален език и се говори от мнозинството от тайванското население. Това е главният език на преподаване в училищата след края на японската власт. Използваната писмена система е традиционен китайски.
70-те процента от населението, принадлежащи към народа хокло, говорят т.нар. тайвански език (вариант на южноминския език) като роден език като допълнение към мандарин. Народът хака използват езика хака. Макар мандарин да е официалният език в училищата, по телевизията и радиото, немандаринските варианти напоследък търпят възраждане, особено след премахването на забраната за използването им през 90-те години на XX век.
Коренните тайвански езици не принадлежат към китайското или сино-тибетското езиково семейство, а по-скоро към австронезийското семейство. Използването им сред туземното население на Тайван търпи упадък. От 14-те езика на острова, 5 се считат за застрашени.

### Религия
|  |  |  |

Религии в Тайван (2005 г.)
Конституцията на Тайван защитава свободата на вероизповеданието на хората. Към 2009 г. в Тайван има 14 993 храма, което се равнява на 1 храм на 1500 жители.

На острова има около 18 718 000 религиозни последователи към 2005 г. (81,3% от населението). Според преброяването на населението от 2005 г. двете най-изповядвани религии са: будизъм (35,1%) и таоизъм (33%). Коренното население представляват значителна подгрупа сред изповядващите християнство – над 64% от тях се идентифицират като християни, а църквите са най-видните обозначения за туземни селища.

## Икономика
Тайван има развита капиталистическа икономика, която заема 30-о място в света по Паритет на покупателната способност, 18-о място по брутен вътрешен продукт, и 24-то по номинален БВП по инвестиции и външна търговия. Основните инвестиции са насочени към Китай, Филипините, Япония, Малайзия и др. Бързата индустриализация и бърз растеж на Тайван през втората половина на 20 век често биват наричани „Тайванско чудо“. Тайван е един от „Четирите азиатски тигъра“ заедно с Хонконг, Южна Корея и Сингапур.
Японската власт преди и по време на Втората световна война води до промени в публичния и частния сектор, които водят до бърза комуникация и улеснен транспорт в по-голямата част на острова. Японците също така подобряват публичното образование и го правят задължително за всички жители на Тайван. Към 1945 г. хиперинфлацията вече тече в континенталната част на Китай и Тайван в резултат от войната с Япония. За да изолират Тайван от нея, националистическото правителство създава нов валутен район за острова и започва програма по стабилизиране на цените. Тези усилия значително забавят инфлацията. Когато Гоминдан се изтегля към Тайван, то донася със себе си голяма част от златния резерв и резерва от чужди валути от континентален Китай, което стабилизира цените и намалява хиперинфлацията. Освен това Гоминдан взема със себе си интелектуалци и елита на бизнеса. След това правителството въвежда много закони и аграрни реформи, които то така и не успява ефективно да прилага в континентален Китай. Въведена е политика за производство на суровини, които към този момент се внасят. През 1950 г. САЩ започват програма за подпомагане, която води до напълно стабилизирани цени до 1952 г. Икономическото развитие на страната е поощрявано от тези програми, които превръщат селскостопанския сектор в основа за по-нататъшен растеж. Под съвместния стимул на аграрната реформа и програмите за селскостопанско развитие, селскостопанската продукция се увеличава със скорост от 4% на година от 1952 до 1959 г., което е повече от прираста на населението от 3,6%.
Към 1962 г. Тайван има БНП на глава от населението от 170 щ.д., което поставя икономиката ѝ на равно с тази на ДР Конго. По паритет на покупателната способност БНП на глава от населението в началото на 60-те е 1353 щ.д. До 2020 г. според Международния валутен фонд БНП на глава от населението вече е нараснал до 57 214 щ.д., което допринася за индекс на човешкото развитие, който е напълно съизмерим с този на други високоразвити страни. Към 2012 г. ИЧР на Тайван е 0,890, което го нарежда на 23-то място в света. През 1974 г. започва изпълнението на „Десетте големи строителни проекта“, поставящи основата на тайванската трансформация към днешната ѝ икономика, задвижвана от износ. След 90-те години редица тайвански технологични фирми разширяват обсега си по света. Известни международни технологични компании с централи в Тайван включват Acer Inc., Asus, HTC, Foxconn и други.
От началото на 90-те години на XX век икономическите връзки между Тайван и Китайската народна република са много плодовити. Понастоящем Република Китай и КНР се намират в противостоене на дипломатическия (но и стратегически) фронт, макар в същото време да участват в дълбока икономическа симбиоза, в която голям процент от чуждестранните инвестиции в Китай идват от Тайван, и голяма част от възможностите на тайвански фирми да остават конкурентоспособни на световните пазари се базират на шанса за производство в многократно по-голямата и нискодоходна съседна китайска територия. Към 2008 г. над 150 милиарда щатски долара са били инвестирани в КНР от тайвански компании, а около 10% от тайванската работна ръка работи в КНР. Макар икономиката на Тайван да се облагодетелства от тази ситуация, според някои по този начин островът става все по-зависим от икономиката на континентален Китай. Според други, икономическите връзки между Тайван и КНР биха направили какъвто и да е военен конфликт между двете страни твърде скъп. Изчислено е, че около 50 000 тайвански бизнеса и 1 000 000 бизнесмени са базирани в КНР.
Към 2001 г. селското стопанство съставлява едва 2% от БВП, което е спад от 35% към 1952 г. Традиционните трудоемки промишлености постепенно биват измествани отвъд граница, като биват изтласквани от промишлености с повече капитал и технологии. Високотехнологични промишлени паркове изникват във всеки район на Тайван. Република Китай е голям инвеститор в КНР, Тайланд, Индонезия, Филипините, Малайзия и Виетнам. Тайван има голяма концентрация на магазини, работещи денонощно, които освен типичните услуги, предлагат такива и от името на финансови институции или държавни агенции, като например събиране на такси за паркинг, сметки, поща, пътни глоби и плащания с кредитни карти.
Поради консервативния си финансов подход и силното си предприемачество, Тайван не пострадва тежко от Азиатската финансова криза през 1997 г. За разлика от съседите си, Южна Корея и Япония, тайванската икономика се доминира от малки и средни бизнеси, а не от големи бизнес групи. Въпреки това глобалният икономически спад, в комбинация с други фактори, подтиква Тайван към рецесия през 2001 г., първата година на отрицателен растеж от 1947 г. Днес Тайван има динамична, капиталистическа икономика, задвижвана от износа, с постепенно намаляваща намеса на държавата в инвестициите и външната търговия. Съответно някои големи правителствени банки и промишлени фирми биват приватизирани. Ръстът на БВП е средно 8% през последните три десетилетия. Износът предоставя основния тласък за индустриализацията. Търговският излишък е значителен, а чуждестранните резерви на страна с нареждат на пето място в света. Валутата на Тайван е нов тайвански долар.

## Култура
Културата на Тайван е хибридно съчетание с различни извори, включваща елементи на традиционната китайска култура, японска култура, традиционни конфуциански вярвания и все повече западни ценности.
След хода си към Тайван, Гоминдан налага официална интерпретация на традиционната китайска култура върху Тайван. Правителството стартира програма, поощряваща китайската калиграфия, живопис и опера.
Статутът на тайванската култура е обект на дебати. Спори се дали тайванската култура е регионална форма на китайска култура или отделна култура. Отразяваща продължителното противоречие на политическия статут на Тайван, политиката продължава да играе роля в развитието на тайванската културна идентичност, особено в бившата преобладаваща рамка на тайвански и китайски дуализъм. Напоследък се предлага идеята за тайвански мултикултурализъм като относително неполитическо алтернативно виждане, което позволява включването на жители от континента и други малцинствени групи в продължаващото определение на тайванската култура. Годините на политическо разделение от континентален Китай са довели до различни традиции в много области, включително кухнята и музиката.
Една от големите забележителности на Тайван е Националният палатен музей, който е дом на над 650 000 екземпляра от китайски бронз, жад, калиграфия, живопис и порцелан, като това се смята за една от най-големите колекции на китайско изкуство и предмети в света. Гоминдан премества тази колекция от Забранения град (Пекин) през 1933 г. и част от колекцията бива транспортирана до Тайван по време на Китайската гражданска война. Колекцията е оценена на 1/10 от културните съкровища на Китай и е толкова голяма, че само 1% от нея е излагана на показ по всяко време. Китайската народна република обявява, че колекцията е открадната и призовава за връщането ѝ, но Република Китай защитава властта си над колекцията като нужно действие за защита на екземплярите от унищожение, особено по време на Културната революция. Напоследък отношенията между двете страни относно това съкровище се радват на затопляне.
Културата на класическата музика в Тайван е силно развита. Караокето, прието от съвременната японска култура, е много популярно занимание в Тайван. То оперира в стил подобен на хотелиерство, където се дават под наем малки стаи за различен брой гости. Много такива заведения си партнират с ресторанти, за да се образуват пълни събития за семейства, приятели и бизнесмени. Туристическите автобуси из Тайван имат няколко телевизора, които не служат за гледане на филми, а основно за караоке изпълнения.
Тайванската култура има влияние и върху други култури. Чаят с балончета и млечният чай са налични в Сингапур, Малайзия, Австралия, Европа и Северна Америка. Тайванските телевизионни програми са популярни в Сингапур, Малайзия и други азиатски страни. Тайвански филми печелят различни международни награди на филмови фестивали по света. Тайванецът Анг Лий режисира критично аплодирани филми като: „Животът на Пи“, „Похот, предпазливост“, „Планината Броукбек“, „Разум и чувства“, „Тигър и Дракон“.